# Theo Parrish
Theo Parrish est un DJ et producteur américain de house, et fondateur du label Sound Signature. Aux côtés de Kenny Dixon Jr., il est l'un des principaux pionniers de la house et de la deep house à Détroit, et l'un des plus célèbres représentants de ce style à travers le monde.

## Biographie
Theo Parrish naît à Washington, D.C. en 1972. Il grandit à Chicago, dans l'Illinois, où il écoute du Miles Davis, Nina Simone et George Gershwin. Il étudie à la Chicago Academy of the Arts et au Kansas City Art Institute. Au KCAI, il se concentre sur les sculptures sonores, créant des pièces sonores en combinant des instruments live, des voix humaines et des enregistrements en boucle. En 1994, il obtient son diplôme de Bachelor of Fine Arts.
Après avoir obtenu son diplôme, Parrish s'installe à Détroit et s'implique dans la scène musicale de la ville, sortant finalement le titre Lake Shore Drive en face B d'un vinyle de Moodymann sorti en 1995. Son premier album solo est l'EP Baby Steps sorti en 1996 sur Elevate. Parrish lance le label Sound Signature en 1997, et enchaîne avec son premier LP First Floor en 1998 sur Peacefrog Records.
Il est membre de 3 Chairs, avec les DJ de Détroit Rick Wilhite, Moodymann et Marcellus Pitman, de The Rotating Assembly et de T.O.M. Project. Il utilise souvent l'Akai MPC 2000XL dans ses productions.

## Discographie

### Albums studio
- 1998 : First Floor
- 2000 : Parallel Dimensions
- 2000 : Sound Signature Sounds
- 2007 : Sound Sculptures Volume 1
- 2010 : Sketches
- 2013 : Black Jazz Signature
- 2014 :  American Intelligence
- 2020 : Wuddaji
- 2022 : DJ-Kicks Detroit Forward

### Singles et EP
- 1995 : Moodymann / Theo Parrish – Inspirations From A Small Black Church On The Eastside Of Detroit
- 1996 : Baby Steps EP
- 1997 : Moonlight Music and You
- 1997 : Musical Metaphors
- 1997 : Rick Wilhite, Kenny Dixon Jr. and Theo Parrish Present Three Chairs – Three Chairs
- 1997 : Smile EP
- 1997 : Took Me All the Way Back
- 1997 : When The Morning Comes
- 1998 : Pieces of A Paradox
- 1998 : Roots Revisited
- 1998 : When The Morning Comes
- 1999 : Essential Selections (Vol. 1)
- 1999 : Overyohead / Dance of The Drunken Drums
- 1999 : Summertime Is Here
- 2000 : Expressive Angles
- 2000 : Kenny Dixon Jr. / Theo Parrish – Lt 1 / Mustang 1
- 2000 : That Day / How I Feel
- 2001 : Dreamer's Blue / Lost Angel
- 2001 : I Can Take It
- 2001 : Instant Insanity
- 2001 : Lights Down Low
- 2001 : Location of Lost Colors
- 2001 : Segments From The Fifth Wheel
- 2001 : Leron Carson / Theo Parrish – The 1987 EP
- 2001 : You Forgot / Dirt Rhodes
- 2002 : Theo Parrish & Marsellus Pittman – Essential Selections Vol. 2
- 2002 : Solitary Flight
- 2002 : Sun Ra - Saga Of Resistance
- 2003 : Natural Aspirations (Vinyl Versions Part 1)
- 2004 : The Twin Cities EP
- 2005 : Capritarious #7
- 2005 : Detroit Beatdown Remixes 1:2 – Falling Up (Carl Craig Remix)
- 2005 : Levels
- 2007 : Children of the Drum / I Am These Roots
- 2008 : Chemistry / Untitled One
- 2008 : Goin' Downstairs Part 1 / Goin' Downstairs Part 2
- 2008 : Love Triumphant / Space Bumbps
- 2009 : Space Station / Going Through Changes
- 2010 : Monster Mashup: Dope Jams Hallowe'en 2010
- 2010 : Something About Detroit
- 2010 : Theo Parrish feat. IG Culture – Traffic
- 2010 : Theo Parrish / Isoul8 & Mark De Clive-Lowe – Stop Bajon
- 2011 : Feel Free To Be Who You Need To Be
- 2011 : S.T.F.U.
- 2011 : Feel Free To Be Who You Need To Be
- 2012 : Any Other Styles
- 2012 : Theo Parrish / Pirahnahead / Craig Huckaby – Black Music
- 2012 : Hand Made
- 2013 : Theo Parrish / Tony Allen – Day Like This / Feel Loved
- 2013 : Original Versions
- 2013 : Dance of the Medusa
- 2014 : Footwork
- 2014 : 71st and Exchange Used to Be
- 2016 : Gentrified Love Part 1
- 2016 : Theo Parrish, Waajeed, Duminie DePorres – Gentrified Love Part 2
- 2018 : Preacher's Comin
- 2020 : Special Versions
- 2021 : Smile
- 2021 : In Motion
- 2022 : Theo Parrish feat. M. Pittman – Ooh Bass
- 2022 : It's Out of Your Control
- 2022 : Weirdo
- 2022 : Cornbread and Cowrie Shells for Bertha